# International Women's Open 2008 - Doppio
Il doppio dell'International Women's Open 2008 è stato un torneo di tennis facente parte del WTA Tour 2008.
Lisa Raymond e Samantha Stosur erano le detentrici del titolo, ma ha perso ai quarti contro Květa Peschke e Rennae Stubbs.
Cara Black e Liezel Huber hanno vinto in finale 2–6, 6–0, 10–8, contro Květa Peschke e Rennae Stubbs.

## Teste di serie
1. Cara Black /  Liezel Huber (campionesse)
2. Květa Peschke /  Rennae Stubbs (finale)

1. Shahar Peer  /   Virginia Ruano Pascual (primo turno)
2. Bethanie Mattek /  Vladimíra Uhlířová (primo turno)

## Tabellone

### Legenda
| - Q = Qualificato - WC = Wild card - LL = Lucky loser | - ALT = Alternate - SE = Special Exempt - PR = Protected Ranking | - w/o = Walkover - r = Ritirato - d = Squalificato |